# 菊池敏夫
菊池 敏夫（きくち としお、1929年1月1日 - ）は、日本の経営学者。日本大学名誉教授。

## 略歴
1951年早稲田大学政治経済学部卒、1954年同大学院修士課程修了。1956年千葉商科大学講師、助教授、1966年教授、1974年日本大学経済学部教授となる。1999年定年、名誉教授、中央学院大学特任教授、客員教授を務めた。2012年瑞宝中綬章受勲。経営行動研究学会会長を務めた。

## 著書
- 『企業金融と資本市場』文雅堂銀行研究社 1965
- 『現代の経営学』税務経理協会 1966
- 『企業金融政策』日刊工業新聞社 経営政策シリーズ 1967
- 『現代企業論』新評論 現代経営学叢書 1975
- 『現代経営学』税務経理協会 1975
- 『現代企業論 責任と統治』中央経済社 2007

### 共編著
- 『企業と環境の考え方』共著 産業能率短期大学出版部 1977
- 『現代企業の経営行動』編著 同文館出版 1989
- 『現代の経営行動 課題と方向』編著 同友館 1999
- 『企業統治の国際比較』平田光弘共編著 文眞堂 2000
- 『企業の責任・統治・再生 国際比較の視点』平田光弘,厚東偉介共編著 文眞堂 2008
- 『企業統治と経営行動』太田三郎,金山権,関岡保二共編著 文眞堂 2012
- 『企業統治論 東アジアを中心に』金山権,新川本共編著 税務経理協会 2014

### 翻訳
- D.グラニック『ソ連の経営者 その生活と意見 面接・視察・アメリカとの比較』藤井寿夫共訳 論争社 ぺりかんしんしょ　1961　のちぺりかん社

## 論文
- <菊池敏夫